# Охівська сільська рада
Охівська сільська́ ра́да (біл. Ахоўскі сельсавет) — адміністративно-територіальна одиниця у складі Пінського району Берестейської області Білорусі. Адміністративний центр — село Охово.

## Склад
Населені пункти, що підпорядковувалися сільській раді станом на 2009 рік:
| Населений пункт | Тип  | Населення, осіб (2009) |
| --------------- | ---- | ---------------------- |
| Бердуни         | село | 67                     |
| Великий Холожин | село | 28                     |
| Ганьковичі      | село | 151                    |
| Гончари         | село | 275                    |
| Колодієвичі     | село | 125                    |
| Кошевичі        | село | 336                    |
| Малий Холожин   | село | 86                     |
| Охово           | село | 563                    |
| Полторановичі   | село | 56                     |
| Торгошиці       | село | 84                     |
| Тулятин         | село | 52                     |

## Населення
За переписом населення Білорусі 2009 року чисельність населення сільської ради становила 1823 особи.

### Національність
Розподіл населення за рідною національністю за даними перепису 2009 року:
| Національність               | Осіб | Відсоток |
| ---------------------------- | ---- | -------- |
| білоруси                     | 1725 | 94,62 %  |
| росіяни                      | 56   | 3,07 %   |
| українці                     | 33   | 1,81 %   |
| поляки                       | 3    | 0,16 %   |
| молдовани                    | 2    | 0,11 %   |
| узбеки                       | 1    | 0,05 %   |
| марійці                      | 1    | 0,05 %   |
| дві та більше національності | 1    | 0,05 %   |
| національність не вказана    | 1    | 0,05 %   |
| Разом                        | 1823 | 100 %    |